# Тюркай, Тувана
Тувана́ Тюрка́й (тур. Tuvana Türkay; род. 3 октября 1990, Ускюдар, Стамбул) — турецкая актриса

 кино и телевидения, певица

, автор песен, композитор и писательница.

## Биография и карьера
Тувана Тюркай родилась 3 октября 1990 года в Ускюдаре (Стамбул, Турция) в семье Армаган Доган. У неё есть болгарские корни по отцовской линии и крымскотатарские по материнской. Её старшая сестра — Чагры Катре Тюркай (род. 30 мая 1987), фотомодель и актриса. Тюркай окончила Стамбульский колледж Гюнеш и Бейкентский университет (факультет радио, телевидения и кино).
Тюркай дебютировала на телевидении с ролью Кевок в телесериале «Разлука», который транслировался с 2009 по 2010 год. В последующие годы она появилась в телесериалах «Небесная любовь» (роль Баде Палалы, 2011—2012) и «Грязные деньги и любовь» (роль Бахар Чынар, 2014—2015). В 2014 году стала лауреатом премии Кинофестиваля Аксарай Ихлара в категории «Многообещающая молодая актриса». В 2020 году была номинирована на Молодёжную премию Турции в категории «Лучшая актриса второго плана на телевидении» за роль Лейлы Челеби / Айше в телесериале «Запретный плод» (2019—2020), а в 2021 году — на Премию телевизионных звёзд газеты «Ayaklı» в категории «Лучшая актриса второго плана» за ту же роль и в категории «Лучшая женская роль (фильм)» за роль Аслы Эгели в фильме «Тяжёлая романтика».
Тюркай также является певицей, пишет тексты песен и сочиняет музыку. В 2020 году состоялся её писательский дебют с книгой «Мы обе любим меня» (тур. «İkimiz de Beni Seviyoruz»).

## Фильмография
| Год       |     | Русское название                   | Оригинальное название          | Роль                     |
| --------- | --- | ---------------------------------- | ------------------------------ | ------------------------ |
| 2009—2010 | с   | Разлука                            | Ayrılık                        | Кевок                    |
| 2010      | с   | Накшидиль-султан                   | Nakş-ı Dil Sultan              | Накшидиль-султан         |
| 2011—2012 | с   | Небесная любовь                    | Yer Gök Aşk                    | Баде Палалы / Ханджиоглу |
| 2012      | с   | Пленный Султан                     | Esir Sultan                    | Альбина                  |
| 2013      | ф   | Отсутствующие страницы             | Eksik Sayfalar                 | Айшегюль                 |
| 2014—2015 | с   | Грязные деньги и любовь            | Kara Para Aşk                  | Бахар Чынар              |
| 2015      | ф   | Голубь взлетел                     | Güvercin Uçuverdi              | Сема Ташкын              |
| 2015      | ф   | Самые лучшие                       | En Güzeli                      | Гизем                    |
| 2016      | ф   | Византийские игры                  | Bizans Oyunları                | Айчёрек-хатун            |
| 2016      | ф   | Сомунджу Баба: Тайна любви         | Somuncu Baba: Aşkın Sırrı      | Неджмие                  |
| 2016      | с   | Злое сердце                        | Oyunbozan                      | Эдже                     |
| 2016      | ф   | Подобру-поздорову                  | Sen Sağ Ben Selamet            | Дога                     |
| 2017      | ф   | Что было, то было                  | Olanlar Oldu                   | Аслы                     |
| 2017      | с   | Сумасшедшее сердце                 | Deli Gönül                     | Фатманур Гюзель          |
| 2017      | ф   | Одного вдоха достаточно            | Bir Nefes Yeter                | Нефес                    |
| 2017—2018 | с   | Ради моих дочерей                  | Kızlarım İçin                  | Кумру Йылмаз             |
| 2019—2020 | с   | Запретный плод                     | Yasak Elma                     | Лейла Челеби / Айше      |
| 2020      | ф   | Тяжёлая романтика                  | Ağır Romantik                  | Аслы Эгели               |
| 2020      | кор | Бесплатное развлечение             | Free Fun                       | Туту                     |
| 2021      | с   | Бумажный дом                       | Kağıt Ev                       | Азра Индже               |
| 2021—2022 | с   | Круг                               | Çember                         | Зейнеп Устюнипек         |
| 2023      | ф   | Мурат Гёгебакан: Моё сердце ранено | Murat Göğebakan: Kalbim Yaralı | Седа Бекмез              |
| 2023      | с   | Саладин, завоеватель Иерусалима    | Kudüs Fatihi Selahaddin Eyyubi | Виктория                 |
| 2024      | ф   | Доверие                            | Emanet                         | Лейла                    |
|           | ф   | Побег из тьмы                      | Karanlıktan Kaçış              | Эсин                     |
|           | ф   | Фуад                               | Fuad                           |                          |